# Přistoupim
Přistoupim är en ort i Tjeckien.   Den ligger i regionen Mellersta Böhmen, i den centrala delen av landet, 30 km öster om huvudstaden Prag. Přistoupim ligger 237 meter över havet och antalet invånare är 400.
Terrängen runt Přistoupim är lite kuperad. Runt Přistoupim är det ganska glesbefolkat, med 45 invånare per kvadratkilometer. Närmaste större samhälle är Český Brod, 2,6 km nordväst om Přistoupim. Trakten runt Přistoupim består till största delen av jordbruksmark.